# ردفیلد (آیووا)
ردفیلد (به انگلیسی: Redfield) شهری در ایالت آیووا کشور ایالات متحده آمریکا است که جمعیت آن در سرشماری سال ۲۰۱۰ میلادی، ۸۳۵ نفر بوده‌است.